# Друга лига Црне Горе у фудбалу 2024/25.
Друга лига Црне Горе у фудбалу у сезони 2024/25. било је 19. по реду такмичење у оквиру Друге лиге организовано од стране фудбалског савеза Црне Горе од оснивања 2006. и то је други степен такмичења у Црној Гори.
У сезони 2023/24. из лиге су испали Интернационал и Беране. У Другу лигу су се првобитно пласирали Зета и Будва као два најбоља тима у баражу за пласман у Другу из Треће лиге, али је у јуну 2024. Фудбалски савез донио одлуку да се и Будва и Зета врате у Трећу лигу због намјештења међусобне утакмице последњег кола баража, уз забрану напредовања у Другу лигу за сезону 2025/26. уколико освоје титуле у својим регијама за сезону 2024/25. док се Ибар пласирао у Другу лигу. У Прву лигу за сезону 2024/25. пласирали су се Бокељ, који је освојио титулу и пласирао се у Прву лигу први пут послије седам година, као и Отрант Олимпик, који је побиједио у баражу у двије утакмице ОФК Младост ДГ и по први пут у историји се пласирао у Прву лигу, док је Подгорица изгубила у двомечу од Јединства и остала је у Другој лиги. Из Прве лиге директно је испао Рудар, као и ОФК Младост ДГ послије баража.
Формат такмичења је остао исти као претходних сезона, али је због тога што се из Треће у Другу лигу пласирао само један клуб, у лиги учествовало девет клубова. Играло се четворокружним бод системом, свако са сваким кући и на страни по два пута, а због непарног броја клубова у сваком колу је један клуб био слободан. На крају сезоне, побједник Друге лиге је изборио пласман у Прву лигу за сезону 2024/25. док су другопласирана и трећепласирана екипа играли у баражу са осмопласираном и деветопласираном екипом из Прве лиге на крају сезоне 2024/25. Формат баража за пласман у Другу лигу је промијењен и у лигу се пласирао само првопласирани клуб из баража у коме су учествовала три првака регија, док из Друге лиге није испао нико због непарног броја клубова, а осмопласирани и деветопласирани клуб су играли у плеј-офу са другопласираним и трећепласираним клубом из баража побједника регија у оквиру Треће лиге, гдје се играла по једна утакмица на неутралном терену.
Титулу је освојио ОФК Младост ДГ, који се тако вратио у Прву лигу послије једне сезоне, док су на другом и трећем мјесту завршили Рудар и Ловћен. У баражу за пласман у Прву лигу, Рудар је изгубио у двомечу од Језера, а Ловћен од Арсенала и остали су у Другој лиги. Из Треће лиге у Другу пласирало се Беране као побједник баража у којем су играли прваци три регије, док је у додатном баражу Ком побиједио Слогу из Старог Бара и опстао у лиги, а Интернационал је побиједио Ибар на пенале и пласирао се у Другу лигу послије једне сезоне, док је Ибар испао у регију Сјевер.

## Клубови у сезони 2024/25.
| Клуб           | Мјесто      | Стадион                 | Капацитет | Позиција у сезони 2023/24. |
| -------------- | ----------- | ----------------------- | --------- | -------------------------- |
| Грбаљ          | Радановићи  | Стадион доња сутвара    | 1.500     | 4                          |
| Ибар           | Рожаје      | Банџово брдо            | 2.500     | 1 у Трећој лиги — Сјевер   |
| Игало          | Игало       | Стадион Солила          | 1.600     | 5                          |
| Искра          | Даниловград | Стадион браће Велашевић | 2.500     | 6                          |
| Ком            | Подгорица   | Стадион Златица         | 3.000     | 7                          |
| Ловћен         | Цетиње      | Стадион Обилића Пољана  | 5.192     | 8                          |
| ОФК Младост ДГ | Подгорица   | ДГ арена                | 4.000     | 9 у Првој лиги             |
| Подгорица      | Подгорица   | ДГ арена                | 4.000     | 3                          |
| Рудар          | Пљевља      | Градски стадион         | 5.140     | 10 у Првој лиги            |

## Резултати

### Први и други круг
Домаћини су наведени у лијевој колони
|    | Екипа          | 1     | 2     | 3     | 4     | 5     | 6     | 7     | 8     | 9     |
| -- | -------------- | ----- | ----- | ----- | ----- | ----- | ----- | ----- | ----- | ----- |
| 1. | Грбаљ          | XXX   | 2 : 0 | 0 : 2 | 0 : 2 | 1 : 0 | 0 : 4 | 0 : 2 | 1 : 0 | 2 : 5 |
| 2. | Ибар           | 0 : 1 | XXX   | 0 : 2 | 0 : 1 | 2 : 0 | 1 : 1 | 1 : 1 | 3: 1  | 1 : 2 |
| 3. | Игало          | 0 : 1 | 3 : 2 | XXX   | 1 : 0 | 3 : 0 | 2 : 0 | 2 : 4 | 2 : 2 | 1 : 1 |
| 4. | Искра          | 3 : 1 | 1 : 0 | 1 : 2 | XXX   | 3 : 0 | 0 : 2 | 0 : 3 | 1 : 1 | 0 : 2 |
| 5. | Ком            | 0 : 1 | 1 : 0 | 1 : 1 | 1 : 1 | XXX   | 1 : 3 | 0 : 1 | 0 : 4 | 1 : 0 |
| 6. | Ловћен         | 1 : 0 | 1 : 2 | 1 : 0 | 2 : 0 | 3 : 0 | XXX   | 1 : 1 | 1 : 4 | 2 : 3 |
| 7. | ОФК Младост ДГ | 2 : 0 | 2 : 0 | 1 : 0 | 3 : 0 | 1 : 0 | 1 : 0 | XXX   | 1 : 1 | 1 : 1 |
| 8. | Подгорица      | 2 : 2 | 0 : 0 | 1 : 1 | 1 : 1 | 0 : 0 | 3 : 1 | 0 : 2 | XXX   | 0 : 3 |
| 9. | Рудар          | 1 : 1 | 1 : 1 | 1 : 0 | 0 : 0 | 1 : 0 | 0 : 0 | 3 : 0 | 5 : 2 | XXX   |

### Трећи и четврти круг
Домаћини су наведени у лијевој колони
|    | Екипа          | 1     | 2     | 3     | 4     | 5     | 6     | 7     | 8     | 9     |
| -- | -------------- | ----- | ----- | ----- | ----- | ----- | ----- | ----- | ----- | ----- |
| 1. | Грбаљ          | XXX   | 2 : 1 | 1 : 1 | 1 : 1 | 3 : 0 | 2 : 2 | 0 : 2 | 4 : 3 | 1 : 1 |
| 2. | Ибар           | 2 : 0 | XXX   | 0 : 0 | 0 : 0 | 2 : 1 | 0 : 1 | 1 : 2 | 0 : 1 | 0 : 4 |
| 3. | Игало          | 2 : 0 | 5 : 0 | XXX   | 0 : 1 | 8 : 0 | 2 : 1 | 0 : 2 | 3 : 2 | 2 : 2 |
| 4. | Искра          | 1 : 1 | 4 : 2 | 1 : 2 | XXX   | 3 : 1 | 1 : 2 | 0 : 1 | 4 : 0 | 0 : 2 |
| 5. | Ком            | 1 : 1 | 4 : 1 | 1 : 0 | 0 : 0 | XXX   | 0 : 0 | 2 : 4 | 3 : 0 | 4 : 1 |
| 6. | Ловћен         | 1 : 1 | 4 : 0 | 1 : 1 | 3 : 4 | 2 : 1 | XXX   | 2 : 2 | 1 : 5 | 2 : 0 |
| 7. | ОФК Младост ДГ | 2 : 1 | 4 : 0 | 2 : 0 | 1 : 0 | 2 : 2 | 0 : 3 | XXX   | 2 : 0 | 0 : 0 |
| 8. | Подгорица      | 1 : 1 | 0 : 1 | 2 : 2 | 1 : 1 | 0 : 2 | 1 : 1 | 2 : 1 | XXX   | 2 : 1 |
| 9. | Рудар          | 4 : 1 | 2 : 0 | 3 : 2 | 0 : 2 | 2 : 1 | 0 : 1 | 2 : 1 | 3 : 0 | XXX   |

## Резултати по колима
| 1. коло, 10. 8. 2024.   |       |
| Грбаљ - Ибар            | 2 : 0 |
| Игало - Подгорица       | 2 : 2 |
| Рудар - Ком             | 1 : 0 |
| ОФК Младост ДГ - Искра  | 3 : 0 |
| Ловћен је био слободан. |       |

| 2. коло, 17. 8. 2024.   |       |
| Ибар - Игало            | 0 : 2 |
| Искра - Грбаљ           | 3 : 1 |
| Ловћен - ОФК Младост ДГ | 1 : 1 |
| Подгорица - Рудар       | 0 : 3 |
| Ком је био слободан.    |       |

| 3. коло, 25. 8. 2024.           |       |
| Грбаљ - Ловћен                  | 0 : 4 |
| Игало - Искра                   | 1 : 0 |
| Рудар - Ибар                    | 1 : 1 |
| Ком - Подгорица                 | 0 : 4 |
| ОФК Младост ДГ је био слободан. |       |

| 4. коло, 1. 9. 2024.        |       |
| Ибар - Ком                  | 2 : 0 |
| Искра - Рудар               | 0 : 2 |
| ОФК Младост ДГ - Грбаљ      | 2 : 0 |
| Ловћен - Игало              | 1 : 0 |
| Подгорица је била слободна. |       |

| 5. коло, 7. 9. 2024.            |       |
| Игало - ОФК Младост ДГ          | 2 : 4 |
| Рудар - Ловћен                  | 0 : 0 |
| Ком - Искра                     | 1 : 1 |
| Подгорица - Ибар (18. 9. 2024.) | 0 : 0 |
| Грбаљ је био слободан.          |       |

| 6. коло, 11. 9. 2024.             |       |
| Грбаљ - Игало                     | 0 : 2 |
| Ловћен - Ком                      | 3 : 0 |
| ОФК Младост ДГ - Рудар            | 1 : 1 |
| Искра - Подгорица (23. 10. 2024.) | 1 : 1 |
| Ибар је био слободан.             |       |

| 7. коло, 15. 9. 2024.   |       |
| Ибар - Искра            | 0 : 1 |
| Рудар - Грбаљ           | 1 : 1 |
| Ком - ОФК Младост ДГ    | 0 : 1 |
| Подгорица - Ловћен      | 3 : 1 |
| Игало је било слободно. |       |

| 8. коло, 22. 9. 2024.      |       |
| Ловћен - Ибар              | 1 : 2 |
| Грбаљ - Ком                | 1 : 0 |
| Игало - Рудар              | 1 : 1 |
| ОФК Младост ДГ - Подгорица | 1 : 1 |
| Искра је била слободна.    |       |

| 9. коло, 28. 9. 2024.  |       |
| Ибар - ОФК Младост ДГ  | 1 : 1 |
| Искра - Ловћен         | 0 : 2 |
| Ком - Игало            | 1 : 1 |
| Подгорица - Грбаљ      | 2 : 2 |
| Рудар је био слободан. |       |

| 10. коло, 2. 10. 2024.  |       |
| Ибар - Грбаљ            | 0 : 1 |
| Подгорица - Игало       | 1 : 1 |
| Ком - Рудар             | 1 : 0 |
| Искра - ОФК Младост ДГ  | 0 : 3 |
| Ловћен је био слободан. |       |

| 11. коло, 6. 10. 2024.  |       |
| Рудар - Подгорица       | 5 : 2 |
| Игало - Ибар            | 3 : 2 |
| Грбаљ - Искра           | 0 : 2 |
| ОФК Младост ДГ - Ловћен | 1 : 0 |
| Ком је био слободан.    |       |

| 12. коло, 19—20. 10. 2024.      |       |
| Искра - Игало                   | 1 : 2 |
| Подгорица - Ком                 | 0 : 0 |
| Ибар - Рудар                    | 1 : 2 |
| Ловћен - Грбаљ                  | 1 : 0 |
| ОФК Младост ДГ је био слободан. |       |

| 13. коло, 26. 10. 2024.     |       |
| Ком - Ибар                  | 1 : 0 |
| Рудар - Искра               | 0 : 0 |
| Игало - Ловћен              | 2 : 0 |
| Грбаљ - ОФК Младост ДГ      | 0 : 2 |
| Подгорица је била слободна. |       |

| 14. коло, 30. 10. 2024. |       |
| Ловћен - Рудар          | 2 : 3 |
| Искра - Ком             | 3 : 0 |
| Ибар - Подгорица        | 3 : 1 |
| ОФК Младост ДГ - Игало  | 1 : 0 |
| Грбаљ је био слободан.  |       |

| 15. коло, 3. 11. 2024. |       |
| Игало - Грбаљ          | 0 : 1 |
| Рудар - ОФК Младост ДГ | 3 : 0 |
| Подгорица - Искра      | 1 : 1 |
| Ком - Ловћен           | 1 : 3 |
| Ибар је био слободан.  |       |

| 16. коло, 9—10. 11. 2024. |       |
| Искра - Ибар              | 1 : 0 |
| Ловћен - Подгорица        | 1 : 4 |
| Грбаљ - Рудар             | 2 : 5 |
| ОФК Младост ДГ - Ком      | 1 : 0 |
| Игало је било слободно.   |       |

| 17. коло, 16—17. 11. 2024. |       |
| Подгорица - ОФК Младост ДГ | 0 : 2 |
| Ибар - Ловћен              | 1 : 1 |
| Ком - Грбаљ                | 0 : 1 |
| Рудар - Игало              | 1 : 0 |
| Искра је била слободна.    |       |

| 18. коло, 24. 11. 2024. |       |
| Игало - Ком             | 3 : 0 |
| Грбаљ - Подгорица       | 1 : 0 |
| ОФК Младост ДГ - Ибар   | 2 : 0 |
| Ловћен - Искра          | 2 : 0 |
| Рудар је био слободан.  |       |

| 19. коло, 30. 11.—3. 12. 2024. |       |
| ОФК Младост ДГ - Искра         | 1 : 0 |
| Грбаљ - Ибар                   | 2 : 1 |
| Игало - Подгорица              | 3 : 2 |
| Рудар - Ком                    | 2 : 1 |
| Ловћен је био слободан.        |       |

| 20. коло, 1—2. 3. 2025. |       |
| Подгорица - Рудар       | 2 : 1 |
| Ибар - Игало            | 0 : 0 |
| Ловћен - ОФК Младост ДГ | 2 : 2 |
| Искра - Грбаљ           | 1 : 1 |
| Ком је слободан.        |       |

| 21. коло, 8. 3. 2025.       |       |
| Ком - Подгорица             | 3 : 0 |
| Грбаљ - Ловћен              | 2 : 2 |
| Игало - Искра               | 0 : 1 |
| Рудар - Ибар                | 2 : 0 |
| ОФК Младост ДГ је слободан. |       |

| 22. коло, 12. 3. 2025. |       |
| Ибар - Ком             | 2 : 1 |
| Искра - Рудар          | 0 : 2 |
| ОФК Младост ДГ - Грбаљ | 2 : 1 |
| Ловћен - Игало         | 1 : 1 |
| Подгорица је слободна. |       |

| 23. коло, 16. 3. 2025. |       |
| Ком - Искра            | 0 : 0 |
| Подгорица - Ибар       | 0 : 1 |
| Игало - ОФК Младост ДГ | 0 : 2 |
| Рудар - Ловћен         | 0 : 1 |
| Грбаљ је слободан.     |       |

| 24. коло, 22—24. 3. 2025.       |       |
| ОФК Младост ДГ - Рудар          | 0 : 0 |
| Грбаљ - Игало                   | 1 : 1 |
| Ловћен - Ком                    | 2 : 1 |
| Искра - Подгорица (2. 4. 2025.) | 4 : 0 |
| Ибар је био слободан.           |       |

| 25. коло, 28—29. 3. 2025. |       |
| Ком - ОФК Младост ДГ      | 2 : 4 |
| Рудар - Грбаљ             | 4 : 1 |
| Подгорица - Ловћен        | 1 : 1 |
| Ибар - Искра              | 0 : 0 |
| Игало је било слободно.   |       |

| 26. коло, 2. 4. 2025.                     |       |
| Ловћен - Ибар                             | 4 : 0 |
| Грбаљ - Ком                               | 3 : 0 |
| Игало - Рудар                             | 2 : 2 |
| ОФК Младост ДГ - Подгорица (16. 4. 2025.) | 2 : 0 |
| Искра је била слободна.                   |       |

| 27. коло, 6—7. 4. 2025. |       |
| Подгорица - Грбаљ       | 1 : 1 |
| Искра - Ловћен          | 1 : 2 |
| Ком - Игало             | 1 : 0 |
| Ибар - ОФК Младост ДГ   | 1 : 2 |
| Рудар је био слободан.  |       |

| 28. коло, 11—12. 4. 2025. |       |
| Искра - ОФК Младост ДГ    | 0 : 1 |
| Ибар - Грбаљ              | 2 : 0 |
| Подгорица - Игало         | 2 : 2 |
| Ком - Рудар               | 4 : 1 |
| Ловћен је био слободан.   |       |

| 29. коло, 19. 4. 2025.  |       |
| Рудар - Подгорица       | 3 : 0 |
| Игало - Ибар            | 5 : 0 |
| Грбаљ - Искра           | 1 : 1 |
| ОФК Младост ДГ - Ловћен | 0 : 3 |
| Ком је био слободан.    |       |

| 30. коло, 23. 4. 2025.          |       |
| Ловћен - Грбаљ                  | 1 : 1 |
| Искра - Игало                   | 1 : 2 |
| Ибар - Рудар                    | 0 : 4 |
| Подгорица - Ком                 | 0 : 2 |
| ОФК Младост ДГ је био слободан. |       |

| 31. коло, 27. 4. 2025.      |       |
| Ком - Ибар                  | 4 : 1 |
| Рудар - Искра               | 0 : 2 |
| Игало - Ловћен              | 2 : 1 |
| Грбаљ - ОФК Младост ДГ      | 0 : 2 |
| Подгорица је била слободна. |       |

| 32. коло, 3—4. 5. 2025. |       |
| ОФК Младост ДГ - Игало  | 2 : 0 |
| Ловћен - Рудар          | 2 : 0 |
| Искра - Ком             | 3 : 1 |
| Ибар - Подгорица        | 0 : 1 |
| Грбаљ је слободан.      |       |

| 33. коло, 10. 5. 2025. |       |
| Подгорица - Искра      | 1 : 1 |
| Ком - Ловћен           | 0 : 0 |
| Рудар - ОФК Младост ДГ | 2 : 1 |
| Игало - Грбаљ          | 2 : 0 |
| Ибар је слободан.      |       |

| 34. коло, 14. 5. 2025. |       |
| Грбаљ - Рудар          | 1 : 1 |
| ОФК Младост ДГ - Ком   | 2 : 2 |
| Ловћен - Подгорица     | 1 : 5 |
| Искра - Ибар           | 4 : 2 |
| Игало је слободно.     |       |

| 35. коло, 18. 5. 2025.     |       |
| Ибар - Ловћен              | 0 : 1 |
| Подгорица - ОФК Младост ДГ | 2 : 1 |
| Ком - Грбаљ                | 1 : 1 |
| Рудар - Игало              | 3 : 2 |
| Искра је слободна.         |       |

| 36. коло, 24. 5. 2025. |       |
| Игало - Ком            | 8 : 0 |
| Грбаљ - Подгорица      | 4 : 3 |
| ОФК Младост ДГ - Ибар  | 4 : 0 |
| Ловћен - Искра         | 3 : 4 |
| Рудар је био слободан. |       |

Легенда:
 Дерби мечеви

## Табела и статистика
| Мјесто | Екипа          | Играно | Побједа | Неријешено | Изгубио | Дао гол. | При. гол. | Гол-разлика | Бодови | Напомене                        |
| ------ | -------------- | ------ | ------- | ---------- | ------- | -------- | --------- | ----------- | ------ | ------------------------------- |
| 1.     | ОФК Младост ДГ | 32     | 21      | 7          | 4       | 54       | 24        | +30         | 70     | Прва лига Црне Горе             |
| 2.     | Рудар          | 32     | 17      | 9          | 6       | 56       | 31        | +25         | 60     | Бараж за Прву лигу              |
| 3.     | Ловћен         | 32     | 14      | 9          | 9       | 50       | 38        | +12         | 51     | Бараж за Прву лигу              |
| 4.     | Игало          | 32     | 13      | 9          | 10      | 52       | 35        | +17         | 48     |                                 |
| 5.     | Искра          | 32     | 11      | 9          | 12      | 37       | 36        | +1          | 42     |                                 |
| 6.     | Грбаљ          | 32     | 9       | 10         | 13      | 33       | 49        | -16         | 37     |                                 |
| 7.     | Подгорица      | 32     | 7       | 12         | 13      | 42       | 54        | -12         | 33     |                                 |
| 8.     | Ком            | 32     | 7       | 7          | 18      | 28       | 54        | -26         | 28     | Бараж за опстанак у Другој лиги |
| 9.     | Ибар           | 32     | 6       | 6          | 20      | 23       | 54        | -31         | 24     | Бараж за опстанак у Другој лиги |

- ОФК Младост ДГ пласирао се у Прву лигу;
- Рудар у бараж за Прву лигу;
- Ловћен у бараж за Прву лигу.
- Ком у бараж за опстанак у Другој лиги;
- Ибар у бараж за опстанак у Другој лиги.

| Првак Друге лиге Црне Горе |
| -------------------------- |
| ОФК Младост ДГ 2. Титула   |

### Домаћин - гост табела
| М  | Клуб           | Одиг. као домаћин | Поб. | Нер. | Пор. | ГД | ГП | ГР  | Бод. | Одиг. као гост | Поб. | Нер. | Пор. | ГД | ГП | ГР  | Бод. |
| -- | -------------- | ----------------- | ---- | ---- | ---- | -- | -- | --- | ---- | -------------- | ---- | ---- | ---- | -- | -- | --- | ---- |
| 1. | ОФК Младост ДГ | 16                | 11   | 4    | 1    | 25 | 8  | +17 | 37   | 16             | 10   | 3    | 4    | 29 | 16 | +13 | 33   |
| 2. | Рудар          | 16                | 10   | 4    | 2    | 28 | 12 | +16 | 34   | 16             | 7    | 5    | 4    | 28 | 19 | +9  | 26   |
| 3. | Ловћен         | 16                | 7    | 4    | 5    | 28 | 24 | +13 | 25'  | 16             | 7    | 5    | 4    | 22 | 14 | -1  | 26   |
| 4. | Игало          | 16                | 9    | 3    | 4    | 36 | 18 | +15 | 30   | 16             | 4    | 6    | 6    | 16 | 17 | -1  | 18   |
| 5. | Искра          | 16                | 6    | 2    | 8    | 23 | 22 | +1  | 20   | 16             | 5    | 7    | 4    | 14 | 14 | 0   | 22   |
| 6. | Грбаљ          | 16                | 6    | 4    | 6    | 20 | 26 | -6  | 22   | 16             | 3    | 6    | 7    | 13 | 23 | -10 | 15   |
| 7. | Подгорица      | 16                | 3    | 9    | 4    | 16 | 20 | -4  | 18   | 16             | 4    | 3    | 9    | 26 | 34 | -8  | 15   |
| 8. | Ком            | 16                | 6    | 5    | 5    | 20 | 18 | +2  | 23   | 16             | 1    | 2    | 13   | 8  | 36 | -28 | 5    |
| 9. | Ибар           | 16                | 4    | 4    | 8    | 13 | 18 | -6  | 16   | 16             | 2    | 2    | 12   | 10 | 36 | -26 | 8    |

## Листа стријелаца
| Позиција | Држава     | Играч                   | Екипа          | Број голова |
| -------- | ---------- | ----------------------- | -------------- | ----------- |
| 1.       | Црна Гора  | Игор Вукчевић           | ОФК Младост ДГ | 16          |
| 2.       | Србија     | Вања Вучићевић          | Рудар          | 15          |
| 3.       | Црна Гора  | Бојан Павићевић         | Ловћен         | 10          |
| 3.       | Црна Гора  | Ђорђе Магделинић        | Ибар / Рудар   | 10          |
| 3.       | Црна Гора  | Огњен Роловић           | Искра / Игало  | 10          |
| 6.       | Црна Гора  | Алдин Аџовић            | Отрант Олимпик | 9           |
| 7.       | Црна Гора  | Балша Радусиновић       | Ловћен         | 8           |
| 8.       | Црна Гора  | Филип Перовић           | Искра          | 7           |
| 8.       | Србија     | Лука Сили               | Ком            | 7           |
| 10.      | Србија     | Бранислав Коцић         | ОФК Младост ДГ | 6           |
| 10.      | Црна Гора  | Хината Сакамаки         | Ловћен         | 6           |
| 10.      | Црна Гора  | Јасмин Муховић          | Игало          | 6           |
| 10.      | Црна Гора  | Јован Поповић           | Игало          | 6           |
| 10.      | Црна Гора  | Лазар Кнежевић          | ОФК Младост ДГ | 6           |
| 10.      | Црна Гора  | Лука Михаљевић          | Ком            | 6           |
| 10.      | Црна Гора  | Милош Врачар            | ОФК Младост ДГ | 6           |
| 10.      | Црна Гора  | Саво Газивода           | ОФК Младост ДГ | 6           |
| 10.      | Црна Гора  | Војин Павловић          | Рудар          | 6           |
| 19.      | Македонија | Антонио Божиноски       | Рудар          | 5           |
| 19.      | Црна Гора  | Анђелко Јовановић       | ОФК Младост ДГ | 5           |
| 19.      | Црна Гора  | Божидар Бујиша          | Ловћен         | 5           |
| 19.      | Црна Гора  | Марко Бурзановић        | Ком            | 5           |
| 19.      | Црна Гора  | Муслија Јуковић         | Ибар           | 5           |
| 19.      | Црна Гора  | Матија Ровчанин         | Искра          | 5           |
| 19.      | Аргентина  | Нелсон Аугустин Кордоба | Игало          | 5           |
| 19.      | Црна Гора  | Никола Павлићевић       | Подгорица      | 5           |
| 19.      | Црна Гора  | Стефан Голубовић        | Рудар          | 5           |
| 19.      | Црна Гора  | Стефан Радојевић        | Грбаљ          | 5           |

## Доигравање за пласман у Прву лигу
Након завршетка првенства игра се бараж за пласман у Прву лигу за сезону 2025/26. у којем другопласирана екипа из Друге лиге игра са деветопласираном екипом из Прве лиге, а трећепласирана екипа из Друге лиге игра против осмопласиране екипе из Прве лиге. На осмом мјесту у Првој лиги завршио је Арсенал, који је играо против Ловћена, док је на деветом мјесту у Првој лиги завршило Језеро и играло је против Рудара.  Распоред баража утврђен је 26. маја 2025. године, када је одлучено да се прве утакмице играју 30. маја, а реванши 4. јуна. Такође је одлучено да домаћини првих утакмица буду Ловћен и Језеро.

### Први мечеви
| Ловћен | 0 : 0 | Арсенал |
| ------ | ----- | ------- |
|        |       |         |

| Језеро              | 1 : 0 | Рудар |
| ------------------- | ----- | ----- |
| Михаило Перовић 26’ |       |       |

### Други мечеви
| Арсенал                                                                                          | 4 : 0 | Ловћен |
| ------------------------------------------------------------------------------------------------ | ----- | ------ |
| Неђељко Ковинић 27’ · Неђељко Ковинић 34’ · Хулијан Монтенегро 40’ · Ћетко Манојловић 76’ (пен.) |       |        |

| Рудар | 0 : 1 | Језеро                |
| ----- | ----- | --------------------- |
|       |       | Миливоје Раичевић 58’ |

У Прву лигу Црне Горе 2025/26. опстали су Арсенал и Језеро, док су Рудар и Ловћен остали у Другој лиги.

## Доигравање за пласман у Другу лигу из Треће лиге
Трећа лига Црне Горе је подијељена на три регије (Југ, Центар и Сјевер), а након завршетка лигашког дијела у регијама, прваци су играли међусобно за пласман у Другу лигу. Играло се по једнокружном бод систему, при чему је сваки тим био домаћин на једној утакмици, а домаћини су одлучени жријебом. Због лакшег утврђивања коначне табеле у баражу, на свакој утакмици која се завршила неријешено, изводили су се једанаестерци на којима је побједник добијао додатни бод, поред једног бода за реми. У односу на претходне сезоне, када су се два првопласирана клуба пласирала у Другу лигу, од сезоне 2024/25. формат је промијењен и у Другу лигу се пласирао само првопласирани клуб, док су другопласирани и трећепласирани играли додатни бараж са осмопласираним и деветопласираним клубом из Друге лиге на крају сезоне 2024/25. гдје се играла по једна утакмица на неутралном терену.
У баражу су учествовали:
- Слога Стари Бар — првак регије Југ,
- Интернационал — првак регије Центар,
- Беране — првак регије Сјевер.

Жријебом је одлучено да у првој утакмици 17. маја играју Интернационал и Слога Стари Бар, у другој утакмици 21. маја Слога Стари Бар и Беране, а у последњој Беране и Интернационал 25. маја.

### Бараж мечеви
| Интернационал     | 1 : 0 | Слога Стари Бар |
| ----------------- | ----- | --------------- |
| Ервин Ћоровић 67’ |       |                 |

| Слога Стари Бар                                                                    | 1 : 1 | Беране                                                                       |
| ---------------------------------------------------------------------------------- | ----- | ---------------------------------------------------------------------------- |
| Енес Хабибовић 73’                                                                 |       | Владимир Поповић 20’                                                         |
| Пенали                                                                             |       |                                                                              |
| Бенјамин Кацић · Саво Стојановић · Ћамил Чаушић · Вељко Михаљевић · Енес Хабибовић | 3 : 4 | Матија Анђић · Никола Ђукић · Дамир Адровић · Марко Шћепановић · Вук Вулевић |

| Беране                                     | 2 : 1 | Интернационал       |
| ------------------------------------------ | ----- | ------------------- |
| Никола Ђукић 79’ · Ристо Пејовић 89’ (аг.) |       | Амар Метхаџовић 20’ |

|    | Табела баража за пласман у Другу лигу | И | Д | Н | И | ДГ | ПГ | ГР | Бод. |
| -- | ------------------------------------- | - | - | - | - | -- | -- | -- | ---- |
| 1. | Беране                                | 2 | 1 | 1 | 0 | 3  | 2  | +1 | 5    |
| 2. | Интернационал                         | 2 | 1 | 0 | 1 | 2  | 2  | 0  | 3    |
| 3. | Слога Стари Бар                       | 2 | 0 | 1 | 1 | 1  | 2  | -1 | 1    |

У Другу лигу 2025/26. директно се пласирало Беране, док Интернационал и Слога Стари Бар играју додатни бараж.

### Додатни бараж за пласман у Другу лигу
Послије плеј-офа за пласман у Другу лигу који су играли прваци све три регије, другопласирани и трећепласирани из плеј-офа играли су у додатном баражу против осмопласираног и деветопласираног из Друге лиге на крају сезоне 2024/25. а играла се по једна утакмица на неутралном терену. Одлучено је да се утакмице играју 28. маја, Интернационал који је завршио на другом мјесту у баражу играо је против Ибра у Бијелом Пољу, а трећепласирана Слога је играла против Кома у Котору.
| Интернационал                                                                | 0 : 0 | Ибар                                                         |
| ---------------------------------------------------------------------------- | ----- | ------------------------------------------------------------ |
|                                                                              |       |                                                              |
| Пенали                                                                       |       |                                                              |
| Ервин Ћоровић · Марко Мујовић · Томо Шоћ · Богдан Обрадовић · Стефан Дајевић | 5 : 3 | Харис Терзић · Исмар Хоџић · Бојан Влаовић · Лазар Шекуларац |

| Ком                                                      | 3 : 1 | Слога Стари Бар    |
| -------------------------------------------------------- | ----- | ------------------ |
| Лука Сили 2’ · Лука Михаљевић 72’ · Лука Михаљевић 90+6’ |       | Енес Хабибовић 52’ |

У Другу лигу 2025/26. пласирао се Интернационал и опстао је Ком, док је Ибар испао у Трећу лигу Сјевер, а Слога је остала у Трећу лигу Југ.